# Ratum
Ratum is een buurtschap in de gemeente Winterswijk in de Gelderse Achterhoek, in Nederland. Ratum ligt tegen de Duitse grens aan en heeft een oppervlakte van ruim 13 km². Het kende op 1 januari 2019 379 inwoners. Het is de dunst bevolkte buurtschap van de gemeente Winterswijk. Ratum ligt ten noordoosten van Winterswijk.

## Voorzieningen
Er zijn weinig voorzieningen in het dorp aanwezig. Hiervoor zijn bewoners aangewezen op Winterswijk. Vroeger kende Ratum een eigen basisschool en een aantal winkels, maar in de loop van twintigste eeuw zijn deze verdwenen. De enige horecagelegenheid is gevestigd in het verenigingsgebouw Emma. Ondanks het geringe voorzieningenniveau is er wel een duidelijk verenigingsleven. Een voetbalvereniging kent Ratum echter niet meer, deze is na een fusie onder de nieuwe naam FC Trias verhuisd naar Winterswijk.

## Agrarisch karakter

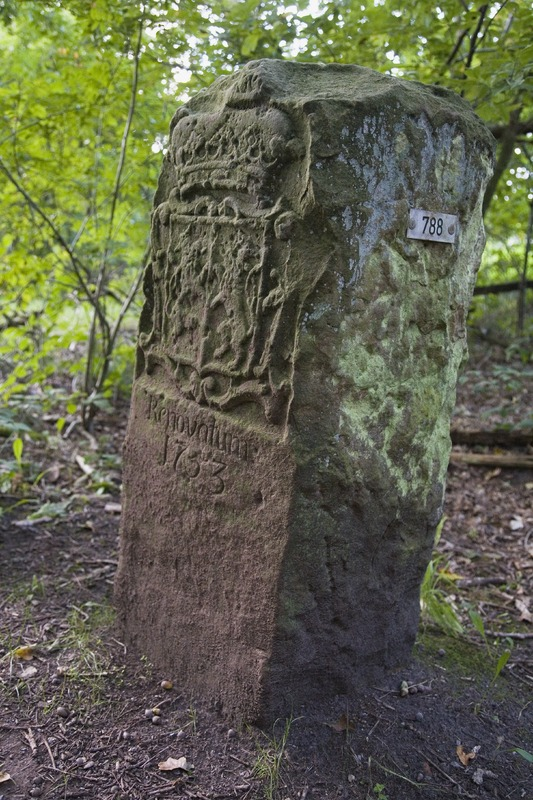
18e-eeuwse grenssteen aan de Dwarsweg

Ratum kent nog steeds een duidelijk agrarisch karakter. De terugloop van de agrarische sector is een stuk minder dan in de andere buurtschappen van de gemeente Winterswijk. In Ratum bevindt zich de 16e-eeuwse boerderij Meester Kok, een van de minder bekende monumenten uit de top 100 van de Rijksdienst voor de Monumentenzorg.